# M3 Lee
M3 Lee, oficiálně Medium Tank, M3, byl americký střední tank používaný za druhé světové války. V Británii byl tank nazýván dvěma jmény na základě konfigurace věže a velikosti posádky. Tanky s americkým typem věže dostaly název „Lee“ po veliteli vojsk Konfederace, generálovi Robertu Lee. Varianty s britskou věží byly známé jako „Grant“ po jeho protivníku Ulyssovi S. Grantovi, veliteli vojsk Unie. Grant je používán k odlišení od lehkého tanku M3, označovaného obvykle jako M3 Stuart.
Tank M3 Lee/Grant je typický vysokou siluetou, ve své době už archaickým uložením 75 mm kanónu v pravé části korby, a malou dělovou věží s 37mm kanónem, na níž u varianty Lee byla ještě umístěna velitelská věžička s kulometem, takže zbraně byly lafetovány stupňovitě zprava zdola doleva nahoru (při pohledu zezadu). Nejvýznamnějšího použití se tank dočkal ve válce v severní Africe, kde značnou měrou pomohl k vítězství spojeneckých sil nad Rommelovým Afrikakorpsem. M3 Lee/Grant byl předchůdcem tanku M4 Sherman, kterým byl rychle vystřídán.

## Historie

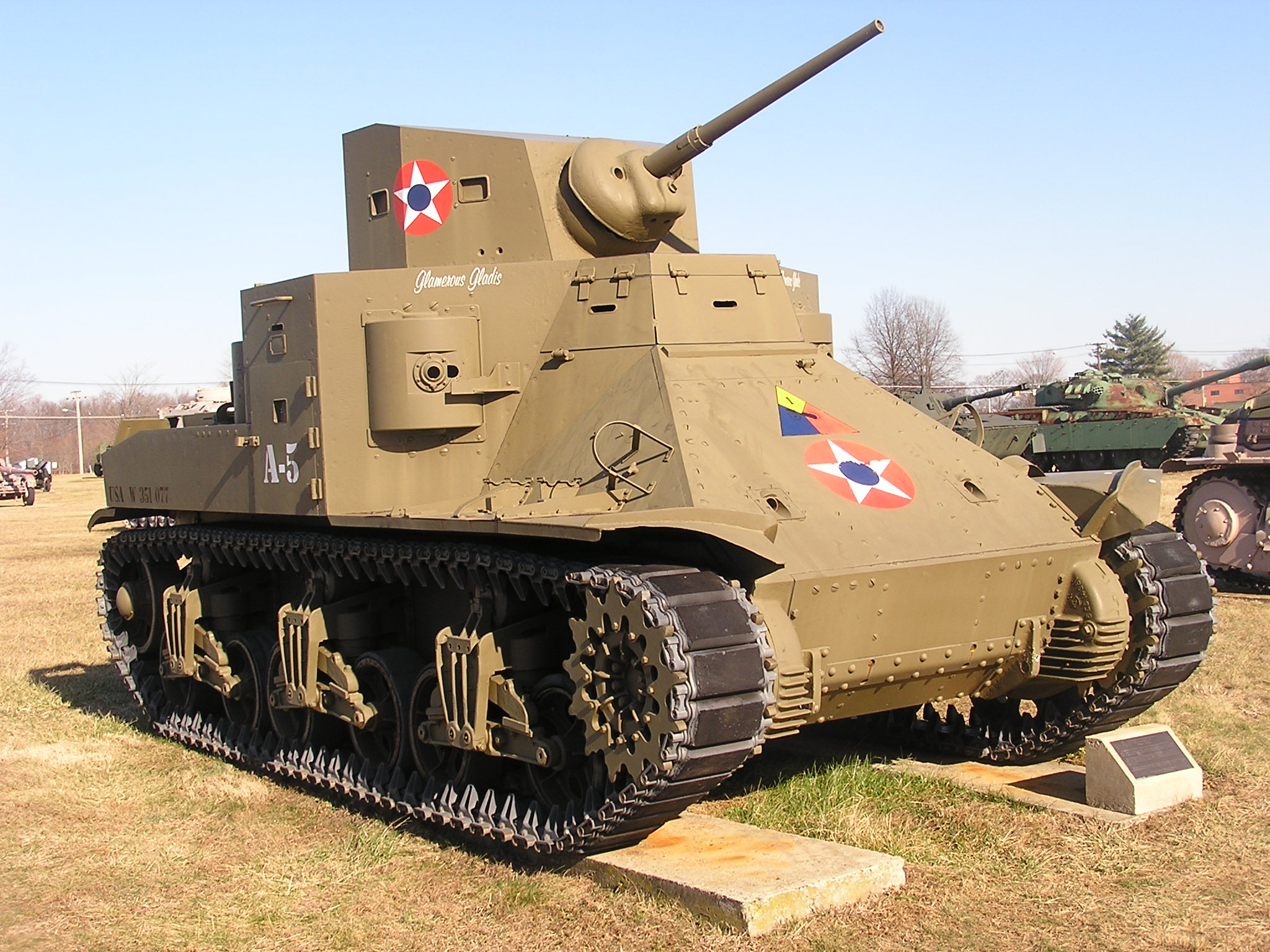
Tank Medium M2, předchůdce tanku M3 Lee

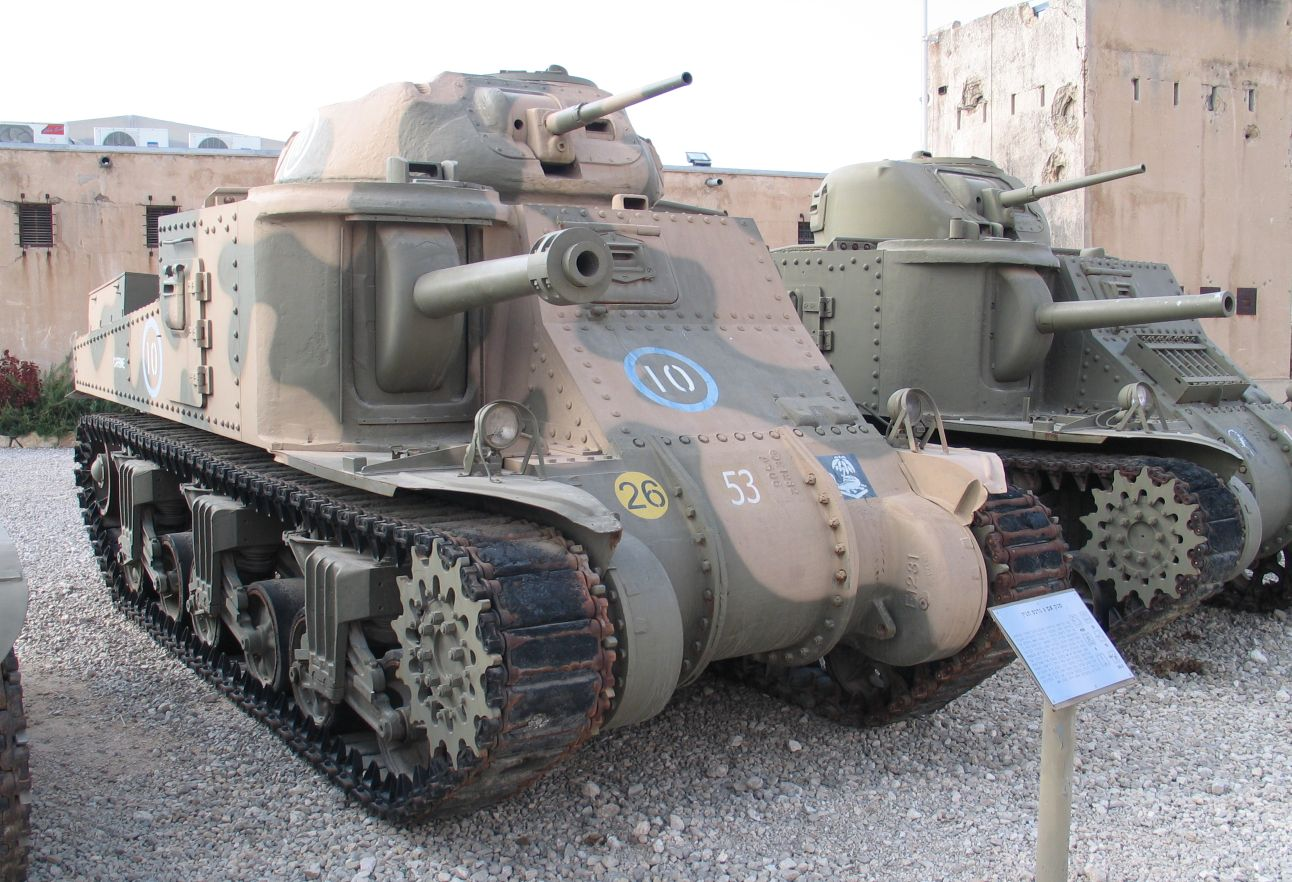
Tanky Medium M3, v popředí varianta M3 Grant

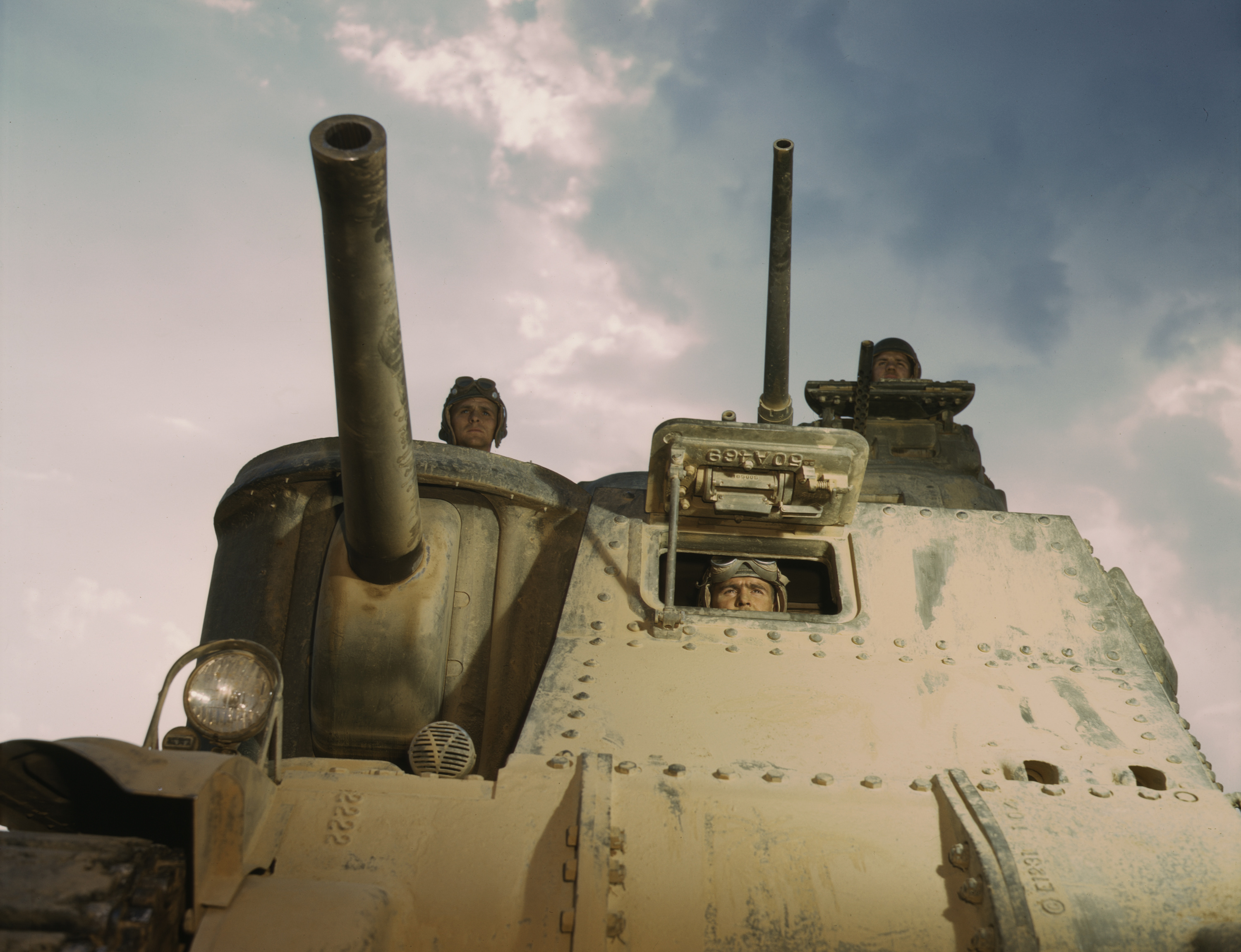
Při čelním pohledu na M3 Lee je patrná stupňovitá lafetace zbraní

M3 Lee byl vyvinut ze středního tanku M2, který rychle zastaral a nikdy nebyl nasazen mimo území Ameriky. Od něj M3 Lee převzal vysokou siluetu, nýtované spoje i původní výzbroj 37mm kanónem.
V roce 1939 měla US Army pouhých 400 tanků (většinou lehkých), z toho pouze 18 relativně moderních středních Medium M2. Tento stav byl důsledkem izolacionistické politiky USA v meziválečném období a podcenění role tanků na bojišti ze strany velení armády. Chyběly vycvičené posádky a nebyla vypracována odpovídající bojová taktika.
Úspěch německého blitzkriegu ve francouzském tažení ukázal, že 37mm dělo by bylo proti německým tankům Pz III a zejména Pz IV neúčinné, a že je třeba zkonstruovat střední tank s kanónem ráže 75 mm. Přestože budoucí masově vyráběný M4 Sherman už byl objednán, nebylo z technických důvodů možné okamžitě rozběhnout výrobu, a proto byl vyráběn „mezityp“ Medium M3, schopný rychlé produkce v dostatečných počtech. Zároveň bylo možné uspokojit britský požadavek na výrobu tanků v rámci zákona o půjče a pronájmu, když výrobu britských tanků Crusader a Matilda Američané odmítli.
Umístění 75mm kanónu na otočnou věž by si vyžádalo rozsáhlou modifikaci, proto byl neobvykle umístěn na pravý bok tanku. Původní 37mm kanón byl ponechán na svém místě. V tanku M3 mohly být tři až čtyři kulomety. Dva vpředu u řidiče, jeden v otočné věži a někdy další kulomet ve velitelské věžičce. Výsledný tank M3 byl urychleně vyráběn. V severní Africe bylo umístění hlavního děla v boční věžičce považováno za konstrukční chybu. Důvodem bylo to, že aby mohl tank střílet z hlavního děla, musel vyjet na dunu tak vysoko, že již vyčnívala hlavní věž a tank byl častěji prozrazen.
Hlavní využití tanku bylo v operacích na severu Afriky. V rámci válečné pomoci byl dodáván i do SSSR, kde bojoval mj. v bitvě u Kurska. Problémem byla pomalost a malá průchodivost tanku M3 na ruských cestách (roli hrál zejména nižší výkon motoru, jen 360 HP oproti 450 HP u T-34-76 stejné hmotnosti) a od roku 1942 i slabý pancíř. Cca 300 tanků M3 bylo dodáno přes Írán a po moři přes Murmansk, kdy posádky využívaly 37 mm děla tanků stojících na palubě k protiletecké obraně. Sovětské M3 bojovaly u Charkova, na Kavkaze i na Dálném východě.
Celkem bylo vyrobeno 6258 tanků M3 Lee/Grant.